# Maria Teresa Habsburg (1855–1944)
Maria Teresa Habsburg, z domu Braganza (ur. 24 sierpnia 1855 w Kleinheubach, zm. 12 lutego 1944 w Wiedniu) – infantka portugalska, żona arcyksięcia austriackiego Karola Ludwika Habsburga.
Córka Michała I Uzurpatora, króla Portugalii, oraz Adelajdy von Löwenstein-Wertheim-Rosenberg. Urodziła się w bawarskiej posiadłości swojej matki jako trzecie z siedmiorga dzieci. Poprzez małżeństwa swojego rodzeństwa była spowinowacona z większością dynastii europejskich. 23 lipca 1873 r. poślubiła starszego od siebie o 22 lata arcyksięcia, młodszego brata cesarza Franciszka Józefa I. Była trzecią jego żoną (po zmarłych poprzedniczkach Małgorzacie Wettyn i Marii Annunziacie Burbon). Małżonkowie mieli dwie córki: Marię Annunziatę (1876–1961), niezamężną, oraz Elżbietę Amalię (1878–1960), która wyszła za mąż za księcia Alojzego Liechtenstein. 
W 1898 Maria Teresa owdowiała, gdy jej mąż zmarł po wypiciu wody z Jordanu, zarażonej tyfusem. 28 czerwca 1914 r. został zastrzelony w Sarajewie jej pasierb Franciszek Ferdynand Habsburg, następca tronu. 